# East (The Walking Dead)
«Este» —título original en inglés: «East»— es el décimo quinto y penúltimo episodio de la sexta temporada de la serie de televisión The Walking Dead. Se estrenó el día 27 de marzo de 2016, la cadena Fox hizo lo mismo el día 28 del mismo mes en España e Hispanoamérica. Fue dirigido por Michael E. Satrazemis y en el guion estuvieron a cargo Scott M. Gimple & Channing Powell.

## Trama
Mientras en Alexandria está encerrada en contra de la amenaza de Los Salvadores, Tobin (Jason Douglas) le alerta a Rick (Andrew Lincoln) sobre la notificación de Carol (Melissa McBride) quien huye y es atrapada por una patrulla de Los Salvadores que quiere usarla como carnada para ingresar a la comunidad. Ella parece rogarles que no la maten, jugando el papel de una mujer aterrorizada y débil, pero en realidad les ruega que no la obliguen a matarla. Luego les dispara con una mini-ametralladora desde el interior de la manga de su abrigo, logra acabar con otro salvador penetrandole una de las zanjas de su coche y al último salvador lo hiere mortalmente, pero uno sobrevive y la persigue a pie. Rick y Morgan (Lennie James) van a buscar a Carol y llegan el sitio del incidente, encuentran a Jiro (Rich Ceraulo) el salvador agonizante y este le incrusta un cuchillo para evitar su reanimación y siguen un rastro de sangre que creen que es de Carol, hasta que Morgan reprocha a Rick debido a su reacción asesina hacia un sobreviviente no hostil.
Mientras tanto, Daryl (Norman Reedus) persigue a Dwight (Austin Amelio) para vengar la muerte de Denise y le siguen Glenn (Steven Yeun), Michonne (Danai Gurira) y Rosita Espinosa (Christian Serratos). Michonne y Glenn se separaron de Rosita y Daryl, yendo en la dirección opuesta. Mientras se detienen y hablan, un grupo de salvadores los rodea y los captura.
De vuelta en Alexandría, Maggie (Lauren Cohan) le pide a Enid (Katelyn Nacon) ayuda con algo, que resulta ser cortarle el pelo. Cuando Enid pregunta si a Maggie le gusta, comienza a gritar de dolor y cae al suelo en agonía. Rosita y Daryl descubren que Michonne y Glenn han sido capturados, y mientras tratan de rescatarlos, Dwight y uno de sus miembros del Salvador se les acerca sigilosamente. Dwight dice "Hola Daryl", luego le dispara.

## Producción
Los actores Josh McDermitt (Eugene Porter), Alanna Masterson (Tara Chambler), Seth Gilliam (Padre Gabriel Stokes), Ross Marquand (Aaron) y Austin Nichols (Spencer Monroe) no aparecen en este episodio pero igual son acreditados.

## Recepción

### Recepción de la crítica
El episodio recibió críticas generalmente favorables de los críticos. Lleva a cabo una calificación positiva 67% con una puntuación media de 7,3 sobre 10 en la revisión agregado en Rotten Tomatoes. Los críticos 'consenso lee: "' meandros del Este 'un poco, pero también deja espacio para algunas emociones y deja a los espectadores con un enorme drama de suspenso que lleva en el final de la temporada." Matt Fowler de IGN le dio un 7 de 10 y positivamente comentado en Rick, Morgan, y la historia de Carol, pero puso en duda a algunos personajes de Alexandria que se preparan para luchar contra Los Salvadores. Zack Handlen de The A.V. Club le dio al episodio una calificación de "B". Bryan Bishop y Nick Statt de The Verge otorgaron una opinión más negativa, al criticar lo que vieron como una escritura "perezosa". Bishop escribió que la sangrienta conclusión del melodrama en el que Daryl parecía estar disparo fue "un barato, truco transparente con una intención de choque público para ser fiel a la serie, y nada más."

### Índice de audiencia
El episodio promedió una calificación de 5,8 en adultos 18-49, con 12.384 millones de televidentes en general.